# Паровозик Тишка
«Паровозик Тишка» — российский мультипликационный сериал, рассчитанный на детей в возрасте 3-7 лет. Мультфильм повествует о приключениях нескольких паровозиков, главным из которых является Тишка.

## Описание
Хронометраж серии составляет 5 минут. Предполагается к выпуску четыре сезона по 90 серий каждый.
Мультфильм создан при помощи трёхмерной графики. Для моделирования, риггинга и анимации используется программный комплекс Autodesk Maya.
Транслируется на телевизионном канале «Россия-1» в программе «Спокойной ночи, малыши!», в которой состоялась его премьера в январе 2013 года, и на канале «Карусель», чуть позже в 2014 показывает на канале «Мульт», а также на других каналов «О!», «Мультик HD», «Тлум HD», «Детский».
Мультфильм создаётся компанией «АА студио» без финансовой поддержки от государства.
Сериал отличает простота и незатейливость сюжета и визуальных решений, и не отличает глубина проработки характеров. Он ориентирован исключительно на детей.

## Сюжет
Мультсериал о жизни маленьких паровозиков, которые, как и маленькие человеческие дети, исследуют окружающий мир, борются со своими страхами, верят в чудеса, дружат и, конечно, мечтают, чтобы родители пораньше вернулись с работы.
Они проживают в городе Паровозовске, жители которого локомотивы и моторные вагоны.
Герои мультика — Тишка и его друзья — маленькие локомотивчики Гоша, Сапсанчик, Элька, Ласточка, Цветастик, Батон и другие.

## Создатели
- Режиссёры: Михаил Погосов, Денис Червяцов, Алексей Котёночкин, Сергей Братерский, Святослав Ушаков, Мария Шумилина, Сусанна Меликсетян, Наталья Нилова, Алексей Лукьянчиков, Владимир Саков, Елена Рогова, Валерий Кожин, Арам Вардазарян, Владислав Байрамгулов, Джалиль Ризванов, Олег Ужинов, Андраник Торосян, Елена Чернова, Барри Водос, Рафик Мхитарян, Ара Шахзадеян, Наиль Мубинов.
- Автор идеи: Михаил Погосов.
- Художественный руководитель: Святослав Ушаков (1, 2 и 4 сезона), Алексей Котёночкин (2-4).
- Авторы сценария: Михаил Погосов (1, 2 и 4 сезона), Марина Мусина (2-4 сезона), Павел Павлов (3 и 4), Ашот Абраамян, Олег Козырев (2-4), Алексей Котёночкин, Ара Шахзадеян, Александр Бородзиловский (2-4), Павел Косов, Алина Соколова (4), Айк Оганесян, Дмитрий Мансуров.
- Соавторы сценария: Марина Мусина, Эльмира Блинова, Георгий Селегей, Екатерина Бандурина, Евгений Фролов, Пётр Тодоровский, Василий Абдрашитов, Елена Покорская, Ашот Абраамян, Олег Козырев, Яна Райская.
- Художники-постановщики: Лена Прозорова (1, 2 и 4 сезона), Владимир Орлов (2).
- Художники по персонажам: Арам Вардазарян, Рафаэл Ованнисян.
- Композиторы: Борис Долматов, Михаил Орлов (2).
- Звукорежиссёры: Каро Мелик-Бархударов (1, 2 и 4 сезона), Иван Титов (2).
- Режиссёр озвучания: Алла Гончарова.
- Продюсеры: Арам Ованисян, Норайр Гюзалян, Александр Митрашенков.
- Исполнительные продюсеры: Арташес Айвазян, Армен Адилханян, Кирилл Орлов (2).

## Персонажи[3]

### Основные
- Тишка — главный герой мультсериала. Самый оптимистичный из паровозиков и всегда готовый к приключениям, из-за которых вляпывается в неприятности. Лидер паровозиков. Его мечта — отправиться в космос. Первое появление — 1 серия.
- Гоша — лучший друг Тишки. Самый умный паровозик. Любит читать книги и делать опыты. Немного рассеянный. Носит красные очки. Первое появление — 1 серия.
- Суворик — друг Тишки. Самый высокий и сильный паровозик. Не любит, когда его друзей обижают. Беззлобен. Носит чёрную фуражку. Первое появление — 1 серия.
- Элька — подруга Тишки. Перфекционистка. Тайно влюблена в Тишку. Ходит в литературный кружок. Первое появление — 1 серия.
- Ласточка — лучшая подруга Эльки. «Новенькая» среди паровозиков. Быстро была принята как «своя». Первое появление — 119 серия.
- Сапсанчик — главный антагонист мультсериала. Лидер группы паровозиков-хулиганов. Ему очень нравится Элька. Его конкурент — Тишка. Первое появление — 3 серия.

### Второстепенные
- Минутыч — главные городские часы. Он всегда стоит на одном месте и знает почти всё — кто и куда должен поехать. Первое появление — 1 серия.
- Цветастик — лучший друг Сапсанчика и его «правая рука». Фанат гонок. Самый гоночный паровозик. Первое появление — 3 серия.
- Батон — кроткий друг Сапсанчика. Всегда слушает музыку и жуёт жвачку. Первое появление — 3 серия.
- Мама Тишки — добрая электричка. Тишка очень её любит, но не часто слушается. Она слегка рассеяна. Папа Тишки всегда её прощает. Первое появление — 1 серия.
- Папа Тишки — мощный электровоз. Часто ездит на командировки. Олицетворение силы, доброты и справедливости. Первое появление — 1 серия.
- Василич — самый старый паровоз в Паровозовске. С виду строгий, но в душе добрый. Он пережил две войны и участвовал в них. Первое появление — Лечение Василия.

### Эпизодические
- Мама Эльки — медицинский поезд. Она работает и днём, и ночью, так что Элька часто одна. Первое появление — 1 серия.
- Полицейский — полицейский паровоз в Паровозовске. Без него не проходит ни одно важное мероприятие. Первое появление — 3 серия.
- Дрына — дрезина, чрезмерно любопытная и хитрая. Везде лезет. Есть младшая сестра Трына. Первое появление — 3 серия.
- Трына — дрезина, глупая и вредная. Всегда пакостит. Первое появление — 3 серия.
- Сапсан старший — отец Сапсанчика. Строгий экспресс-локомотив. Говорит с лёгким иностранным акцентом. Имеет много наград. Первое появление — 3 серия.
- Учительница — мать Сапсанчика. Стильная розовая электричка. Устраивает всякие мероприятия для детей. Живет в дрезинном улье. Первое появление — 3 серия.
- Музыкант — лучший друг Василича. Любит играть вальсы и марши. Участвует в парадах. Дети его любят. Первое появление — Лечение Василия.
- Генерал — дед Суворика. Всем он кажется строгим, но на самом деле он очень устал. Первое появление — 1 серия.
- Тётя Това — весёлая и добрая паровозиха. Печёт вкусные пирожки. Первое появление — 3 серия.
- Папа Гоши — учёный. Похож на свою жену. Первое появление — 1 серия.
- Мама Гоши — этакая интеллигентша, живущая в отрыве от реальности. Первое появление — 1 серия.

## Список эпизодов
0. Пилотный эпизод (2010)
1. Сон
2. Поэзия
3. Чего боится страх?
4. Лучший подарок
5. Дерево желаний
6. Кто быстрее
7. Букет для Эльки
8. Клякса
9. Невезучий день
10. Секреты от друзей
11. Василич не хочет дружить
12. Невезуха!
13. Самый лучший цирк!
14. Команда
15. Разрушители мифов
16. Кино
17. Любит, не любит
18. Лучший помощник!
19. Подвиг неизвестного героя
20. Уличные художества
21. Загадочная коробка
22. Музыкальный талант
23. Ловись, рыбка!
24. НЛО
25. Невезучая астрономия
26. Засуха
27. Чего хотят женщины
28. Знание-сила!
29. Фестиваль фонариков!
30. Папины документы
31. Женский день!
32. Похищение
33. Дикая дрезина!
34. Компас
35. Розовый город
36. Жизнь в розовом цвете
37. Новая высота!
38. Бесстрашный герой!
39. Ловушка для индейцев
40. Новый вратарь!
41. По правилам!
42. Зимний день!
43. Робинзон
44. Находчивость Тишки
45. Модернизация
46. Тишкины правила
47. Секрет красоты
48. Гений
49. Глупые приметы!
50. Жара
51. Полная луна
52. Паром
53. Ночь с привидениями!
54. Путешествие на Луну!!!
55. Подводный мир
56. Комета
57. Три мушкетёра
58. Магнит
59. Хороший пример
60. Башмаки для чемпионов
61. Путешествие на Марс!!!
62. Волшебное дерево
63. Дерево
64. Пираты южных морей
65. Летающие паровозики
66. Изобретение
67. Пять минут!
68. Смелый поступок
69. Вести Паровозовска
70. Настоящий талант
71. Кто потерял шарик?
72. Красота — страшная сила!
73. Техника опасности
74. Георгий-2000
75. Сказ о трехглавом драконе
76. Сказка
77. Главная роль
78. Самые точные часы
79. Мечты
80. Время с пользой
81. День без родителей
82. С Новым Годом!
83. Лучшая ёлка
84. В поисках снежной дрезины
85. Клад
86. Только ради дружбы
87. Ночь в музее
88. Полигон
89. Самый мощный паровозик
90. Первобытные времена
91. Телетишка
92. Снежная крепость
93. Кубок чемпиона
94. Стихийное бедствие
95. Остров сокровищ
96. Игра в молчанку
97. Тринадцатое число
98. Кто украл Фару
99. Плохие шутки
100. Подарок для мамы
101. Подземный город
102. С днём рождения!
103. Помощник
104. Погоня
105. Сюрприз
106. Сплошное недоразумение
107. Жадный король
108. Подарок
109. Не женское дело
110. Вкусный шлак
111. Азарт настоящего рыболова
112. Короткая дорога
113. Весёлая игра
114. Паровозы-трансформеры
115. Представьте себе!
116. Потерявшаяся звезда
117. Писклявый насморк
118. Первый техосмотр
119. Радуга
120. Любовь и уважение
121. Настоящий друг
122. Паруса
123. Тренировка
124. Быть самим собой

## Озвучивание
Озвучивание записано на студии «Пифагор» — студии дубляжа, появившейся в начале 1990-х годов и одной из первых в России начавшей применять компьютерные технологии.
Большинство персонажей мультфильма озвучивают дети, многие из которых имеют подчёркнуто невнятную дикцию. Несколько персонажей озвучены известными актёрами.
| Актёр                | Роль                                             |
| -------------------- | ------------------------------------------------ |
| Фёдор Дахненко       | Тишка                                            |
| Ростислав Хрусталёв  | Гоша                                             |
| Анатолия Баранова    | Элька                                            |
| Томас Шлеккер        | Суворик                                          |
| Михаил Лежнев        | Сапсанчик                                        |
| Олег Савостюк        | Батон                                            |
| Дмитрий Логинов      | Цветастик                                        |
| Дарья Мазанова       | Ласточка                                         |
| Армен Джигарханян    | Василич                                          |
| Константин Хабенский | Папа Тишки                                       |
| Александр Пожаров    | Минутыч                                          |
| Анна Михалкова       | Мама Тишки                                       |
| Андрей Казанцев      | Папа Гоши                                        |
| Ольга Сирина         | Мама Гоши                                        |
| Наталья Грачёва      | Мама Эльки                                       |
| Александр Котов      | Генерал / Дедушка Суворика                       |
| Пётр Иващенко        | Генерал / Дедушка Суворика                       |
| Даниил Эльдаров      | Полицейский                                      |
| Людмила Иванова      | Мама Сапсанчика                                  |
| Дмитрий Курта        | Почтальон / Дрезины / Музыкант / Папа Сапсанчика |
| Марина Бакина        | Тётя Това                                        |

### Озвучивание (новое приключение)
В новых приключениях паровозика Тишки озвучивают другие актёры:
| Актёр                       | Роль                                                          |
| --------------------------- | ------------------------------------------------------------- |
| Наталья Терешкова           | Тишка                                                         |
| Вероника Саркисова          | Гоша                                                          |
| Анна Штукатурова            | Элька                                                         |
| Марина Бакина               | Батон / Суворик / Тётя Това                                   |
| Наталья Ромашенко           | Сапсанчик / Цветастик                                         |
| Василий Дахненко            | Генерал / Папа Тишки / Полицейский / Второстепенные Персонажи |
| Никита Семёнов-Прозоровский | Василич / Минутыч / Второстепенные Персонажи                  |
| Жанна Никонова              | Ласточка / Мама Тишки / Второстепенные Персонажи              |

## Критика
Программный директор Большого фестиваля мультфильмов Мария Терещенко отметила удачный пятиминутный хронометраж и качественную анимацию:
«Тишка» … в отличие от амбициозных «Фиксиков» или «Маши и Медведя», призванных покорять наши и зарубежные вершины зрительского спроса… работа бюджетная, скромная по задачам и все же очень качественная… не вызывают безудержного фанатизма ни у детей, ни у взрослых, и создаёт культурный фон детства.
При этом Мария Телещенко также заметила, что проблемой сериала является, как ни забавно, отсутствие рельс, что вызывает удивление у маленьких зрителей. И несмотря на то, что именно благодаря этому сериал в сюжетном плане имеет преимущество перед мультсериалами «Весёлые паровозики из Чаггингтона» или «Тачки» — персонажи «Паровозика Тишки» могут жить в домах, гоняться по шоссе, собирать цветочки и даже лазать по деревьям, но именно этим «очеловечиванием» героев сериал лишается целевой аудитории мальчиков, которым интересен именно «машинный» мир.
Сериал участвовал в программе фестиваля анимационных фильмов КРОК-2013. Обозреватель Новой газеты Лариса Малюкова, рассматривая программу этого фестиваля, отметила, что сериал колеблется между следованием одному из двух образцов: «Паровозик из Ромашкова» и «Весёлые паровозики из Чаггингтона», обратив так же на многочисленные ответвления сюжета «про котят и бегемотов», а также спортивные серии, приуроченные к готовящейся тогда сочинской олимпиаде.

## Факты
С 4 июня 2015 года мультфильм, вместе с рядом других телесериалов, запрещён к показу на территории Украины: госагентство Украины по вопросам кино усмотрело в нём элементы «популяризации российских силовых структур».